# Cazats
Cazats – miejscowość i gmina we Francji, w regionie Nowa Akwitania, w departamencie Żyronda.
Według danych na rok 1990 gminę zamieszkiwało 211 osób, a gęstość zaludnienia wynosiła 28 osób/km² (wśród 2290 gmin Akwitanii Cazats plasuje się na 966. miejscu pod względem liczby ludności, natomiast pod względem powierzchni na miejscu 1238.).